# Maurilia conjuncta
Maurilia conjuncta är en fjärilsart som beskrevs av M.Gaede 1915. Maurilia conjuncta ingår i släktet Maurilia och familjen trågspinnare. Inga underarter finns listade i Catalogue of Life.